# Irena Grecka (1904–1974)
Irena Glücksburg (ur. 13 lutego 1904 w Atenach, zm. 15 kwietnia 1974 w Fiesole) – księżniczka grecka, księżna Spoleto i Aosty, królowa Chorwacji.
Była piątym dzieckiem (drugą córką) króla Grecji Konstantyna I i jego żony, królowej Zofii.
1 lipca 1939 we Florencji poślubiła księcia Spoleto, Aimone. Para miała jednego syna – Amadeusza (ur. 27 września 1943).
18 maja 1941 Aimone został proklamowany królem marionetkowego państwa chorwackiego, kontrolowanego przez Niemcy i Włochy – przyjął imię: „Tomisław II”. Nigdy jednak nie miał realnej władzy – był właściwie figurantem. Abdykował 31 lipca 1943, gdy skapitulowały wojska Włoch. 3 marca 1943, kiedy zmarł jego brat, Amadeusz, odziedziczył po nim tytuł księcia Aosty.